# 北阿塔拉亞

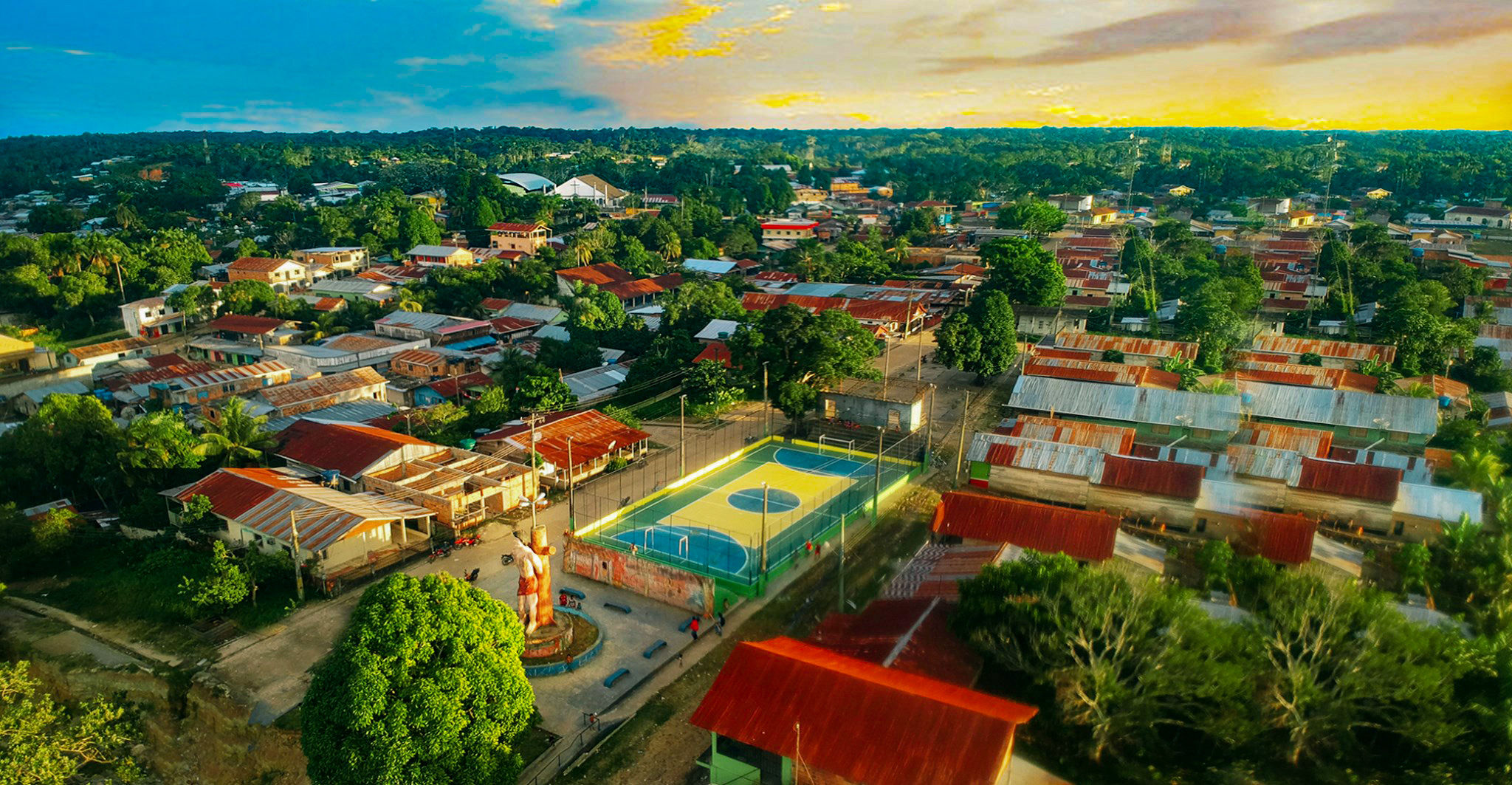
北阿塔拉亞

4°22′19″S 70°11′31″W / 4.37194°S 70.19194°W
北阿塔拉亞（葡萄牙語：Atalaia do Norte）是巴西的城鎮，位於該國北部，由亞馬遜州負責管轄，始建於1955年12月19日，面積76,355平方公里，海拔高度65米，2008年人口13,682，人口密度每平方公里6.92人。